# بادن جنوبی
سووت بادن (به آلمانی: Baden) یک منطقه و ایالت‌های آلمان در آلمان است که در بادن-وورتمبرگ واقع شده‌است.